# Cri de Tarzan

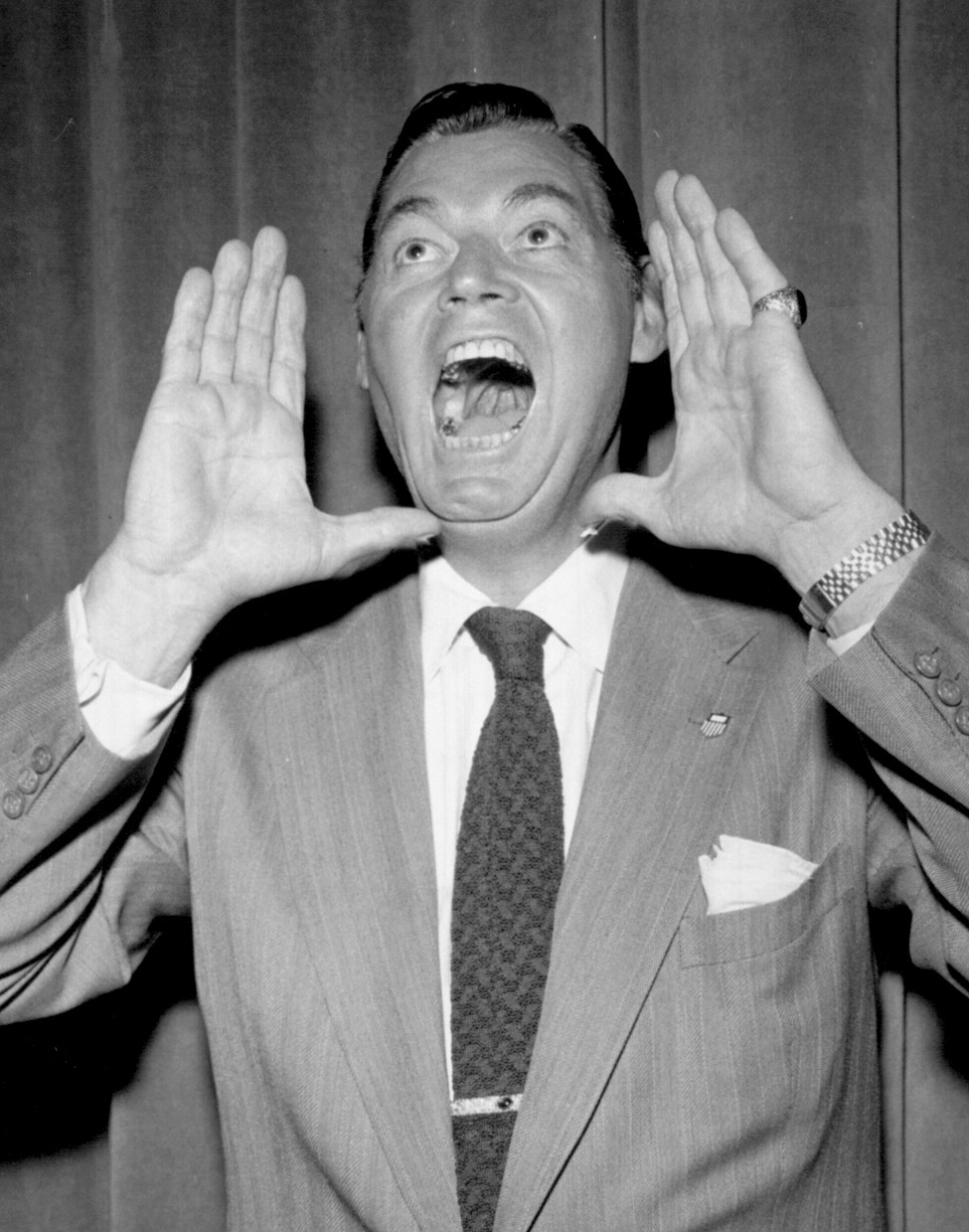
Photographie de Weissmuller exécutant le cri de Tarzan.

Le cri de Tarzan est un youyou distinctif utilisé par le personnage Tarzan. L'expression fait surtout référence au cri particulier fait par le personnage interprété par Johnny Weissmuller dans une série de films des années 1930 et 1940 dédiée à l'œuvre d'Edgar Rice Burroughs. Ce bruitage particulier est utilisé pour la première fois dans Tarzan, l'homme singe (1932). Il est inspiré de la courte description faite par Burroughs dans son œuvre : « le cri de victoire du Grand Singe. »

## Historique
Bien que la version du cri de Tarzan de RKO Pictures soit attribuée à Weissmuller, il existe plusieurs versions différentes de l'histoire de sa création. Ainsi, plusieurs affirment que Lloyd Thomas Leech, chanteur d'opéra américain des années 1940 à 1960, est la voix originale derrière le cri de Tarzan de la compagnie Metro-Goldwyn-Mayer. D'après le chroniqueur L. M. Boyd (en) (c. 1970), le cri est « mélangé avec le grondement d'un chien, le trille d'un soprano, la note sol d'une corde de violon et le cri inversé d'une hyène. »[réf. nécessaire] D'après Bill Moyers (en), il a été plutôt créé par la combinaison d'enregistrement de la voix de trois hommes : un baryton, un ténor et un hog caller (en) de l'Arkansas.

## Utilisation
Le cri de Tarzan est souvent utilisé comme effet comique dans des films non-liés au personnage, dans des situations où un personnage se balance sur une corde ou fait un autre geste « tarzanesque ». 
Le refrain de Tarzan Boy, première chanson du groupe italien Baltimora — sortie en 1985 et issue du premier album du groupe, Living in the Background, dont elle constitue la première piste — utilise des vocalises inspirées du cri de Tarzan comme ligne mélodique.